# ستروميكا
ستروميتسا (بالمقدونية: Струмица) مدينة في مقدونيا الشمالية. يبلغ عدد سكان المدينة 35 ألف و311 نسمة.

## السكان
يبلغ عدد سكان بلدية ستروميكا 54 ألف و 676 نسمة، ويتوزعون كالتالي:
- مقدونيون: 50,258 / 91.9%.
- أتراك: 3,754 / 6.8%.
- عرقيات أخرى : 1.3%.

## وصلات خارجية
- الموقع الرسمي لحكومة ستروميكا
- المنشور الرسمي عن إحصاء 2002